# Erik Preben Schmidt
Erik Oluf Preben Schmidt (Niterói, Brasil, 30 de abril de 1939) es un regatista que ha competido con Brasil en los Juegos Olímpicos, los Juegos Panamericanos, los campeonatos del mundo de la clase Snipe, los campeonatos del mundo de la clase Star y los campeonatos del mundo de la clase Lightning.

## Biografía
Hijo del danés Preben Tage Axel Schmidt y la prusiana Helene Margrete Jelinski, es hermano de los también regatistas Ingrid Schmidt y Axel Schmidt, y tío de Torben Schmidt Grael y Lars Schmidt Grael (hijos de su hermana Ingrid), por lo que forma parte de una mítica familia de regatistas brasileños.

## Trayectoria
Erik y su hermano Axel son conocidos como os gêmeos do mar ("los gemelos del mar" en idioma español), tras haber ganado tres campeonatos del mundo de la clase Snipe consecutivos en 1961, 1963 y 1965. También ganaron los Juegos Panamericanos de 1959 y fueron segundos en los de 1963 en la clase Lightning, clase en la que fueron terceros en el mundial de 1961. Fueron olímpicos en dos clases diferentes: en la clase Star (1968) y en la clase Soling (1972).

## Juegos Olímpicos
- 7º en México 1968 (Star)
- 6º en Múnich 1972 (Soling)

## Juegos Panamericanos
- 1º en Chicago 1959 (Lightning)
- 2º en São Paulo 1963 (Lightning)

## Campeonatos del mundo
- 1º en Rye 1961 (Snipe)
- 1º en Isle de Bendor 1963 (Snipe)
- 1º en Las Palmas de Gran Canaria 1965 (Snipe)
- 3º en Milford 1961 (Lightning)